# Едикуле
Едикуле, или Семибашенная крепость — крепость, внутреннее кольцевое укрепление, находящееся за Золотыми воротами стены Феодосия. Служила для предотвращения проникновения осаждающих в Константинополь, в случае их прорыва через Золотые ворота. Через него проходил начальный отрезок Месы. Имела двое ворот: внешние — Золотые и внутренние, ведшие непосредственно в город. Начала строиться между 412 г. и 40-ми гг. V века, как Сastrum Rotundum. По другим данным начала возводиться в правление Иоанна I Цимисхия (969—976 гг.) и была закончена при Мануиле I Комнине (1143—1180 гг.). Собственно форт (Καστέλλιον) имел 5 башен и назывался Кикловион либо Стронгилион, а позже Πενταπυργίων (Пятибашенный). Была разрушена при первом падении города во время IV крестового похода (1204 г.), и восстановлена в 1350 г. Иоанном VI Кантакузином (1341—1354), при котором получила 2 дополнительные башни и название Επταπυργίων («Семь Башен»). На пике представляла собой кольцо стен и башен, охватывающее большой участок, примыкая на западе к стенам Феодосия, на юге — к морским стенам (стенам Пропонтиды), однако детально форма крепости на тот момент, расположение её башен не известны. В 1391 г. султан Баязид I заставил Иоанна V Палеолога разрушить крепость, угрожая ослепить его сына Мануила, захваченного в плен. Император Иоанн VIII Палеолог пытался восстановить крепость в 1434 г., но этому помешал султан Мурад II. После взятия Константинополя турками, в 1457/1458 г. укрепление в очередной раз перестроено Мехмедом Завоевателем путём пристройки к четырём древним башням Феодосиевых стен у Золотых ворот города трёх более массивных башен и приобрело существующий вид. Фактически крепость включает 6 основных башен, 6 глухих малых промежуточных башен — бастионов, 1 малую проездную башню и 2 ворот:
- Башня № 8. Башня разрушена, в связи с чем роль недостающей «седьмой» башни Семибашенной крепости условно выполняют Караульная либо Воротная башни.
- Мраморные башни № 9 — 10 (Южная, она же — Башня Генч Османа (Молодого Османа, в честь Османа II, убитого в ней янычарами во время мятежа 20.05.1622) и Северная, она же — Арсенальная, как и Тюремная, использовавшаяся для содержания заключённых), фланкирующие «Золотые ворота». Возведены в 404—413 гг.
- «Золотые ворота» (Porta Aurea, Алтын Капы) — главные церемониальные ворота стен Феодосия. Возведены раньше стен Феодосия, располагаясь в качестве триумфальной арки на Эгнатиевой дороге и включены в периметр стен позже. Построены из белого мрамора и имели покрытые золотом двери. По др. версии название «Золотые ворота» появилось из-за декоративного элемента — золотых крыльев, которые были добавлены в 425 г. На вершине возвышалась монументальная квадрига со слонами. Имела главные ворота («Большие Золотые ворота») и 2 малые калитки по бокам от них («Малые золотые ворота» — то же наименование использовалось для ворот во внешней стене, ворота на тыльной стороне Семибашенной крепости, а также для Едикуле капы). Вероятно, в X в. главные ворота уменьшены в размерах, калитки со временем также были заложены. В последний раз торжественный въезд в город через «Золотые ворота» совершил император Мануил I Комнин после возвращения из похода в Паннонию в 1156 г. Сегодня Золотые ворота полностью замурованы и служат частью Семибашенной крепости.
- Башня № 11 (Башня Ахмета III, в честь султана, восстановившего её после землетрясения)
- Три башни с тыльной стороны Семибашенной крепости (с юга на север: Пушечная, Тюремная и Сокровищница (Hazine kulesi, в которой располагались казна и архивы).
- Шесть глухих малых башен — бастионов (по две у южной и северной и по одной у северо-восточной и юго-восточной стен), первая из которых на южной стороне имеет собственное наименование Караульной (Nobet).
- Воротная башня — малая проездная башня с тыльной стороны Семибашенной крепости (северо-восточная стена между Тюремной башней и Сокровищницей) с воротами, соединяющими крепость с южной частью района Эксакионий. Значительно перестроена начиная с 1457 г.

В крепости содержались политические противники султана, в том числе послы воевавших с ним держав (как, например, П. А. Толстой и Я. И. Булгаков). Некоторые из них (наполеоновский эмиссар Франсуа Пуквиль, 1799—1801) чувствовали себя в крепости весьма вольготно, предавались литературному творчеству и состояли в постоянной корреспонденции со своим правительством. В то же время в Едикуле были казнены многие опальные визири, последний трапезундский император Давид Комнин, валашский господарь Константин Брынковяну и молдавский господарь Мирон Барновский. Внутренний двор крепости оживляли миниатюрная мечеть Фатих с фонтаном. В 1830-е годы Семибашенная крепость перестала использоваться как тюрьма, казармы снесли, а на их месте выстроили школу. В 1895 г. крепость объявлена музеем. В настоящее время музей, по состоянию на 2025 г. — открыт для посещения.

## Панорама

Панорама Едикуле

## Галерея

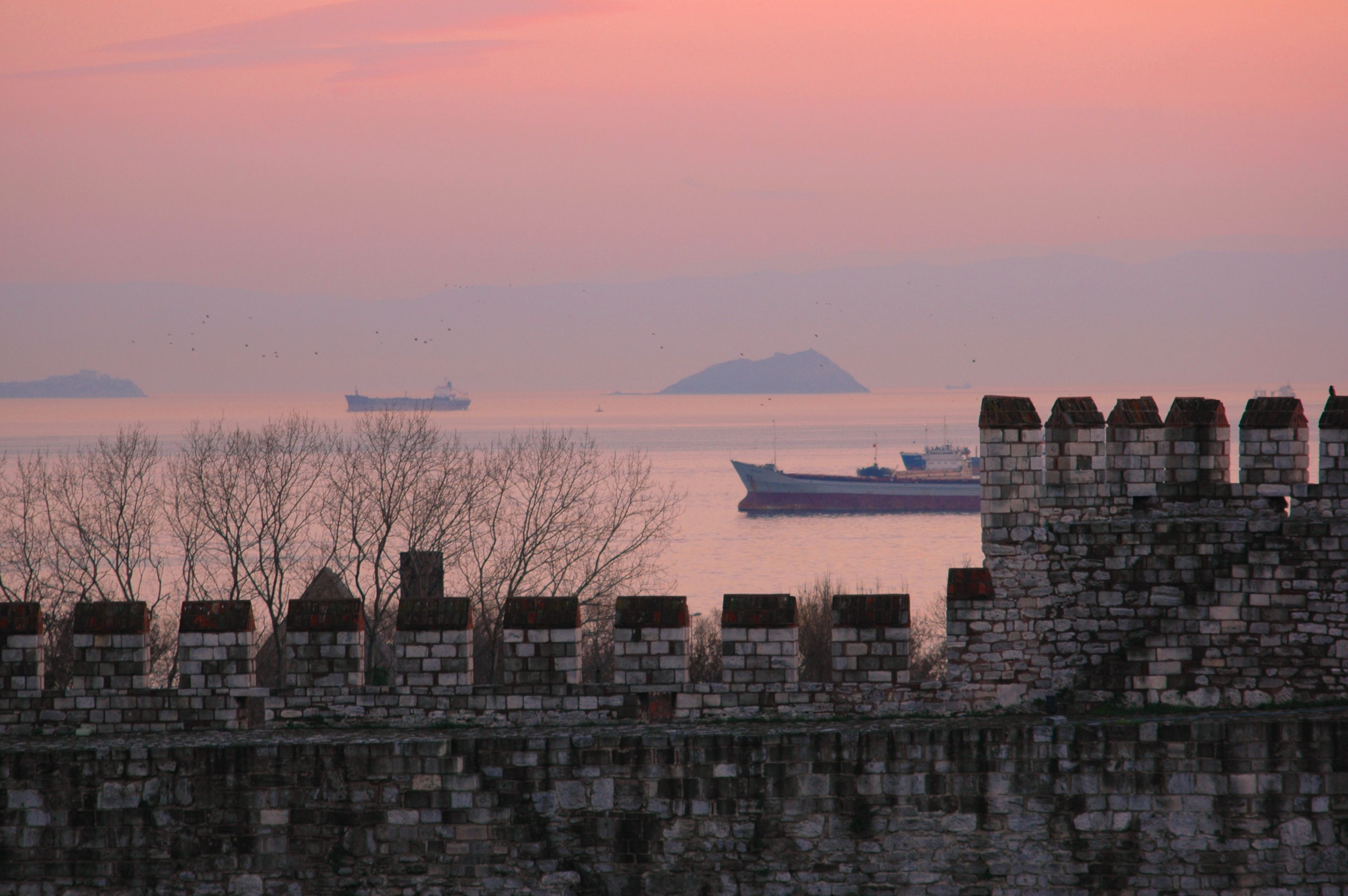
Вид из Едикуле на Мраморное море
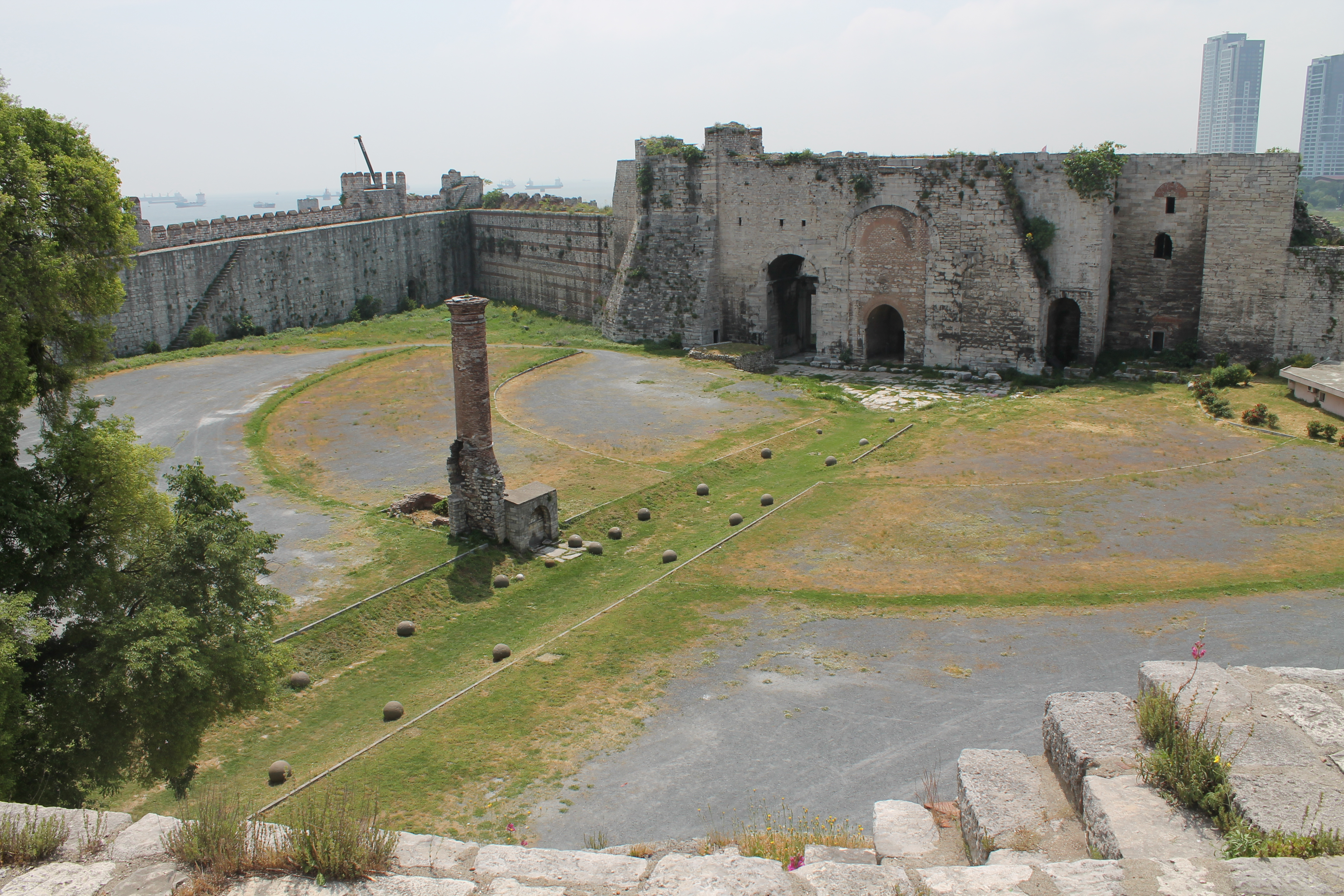
Руины во внутреннем дворе строения
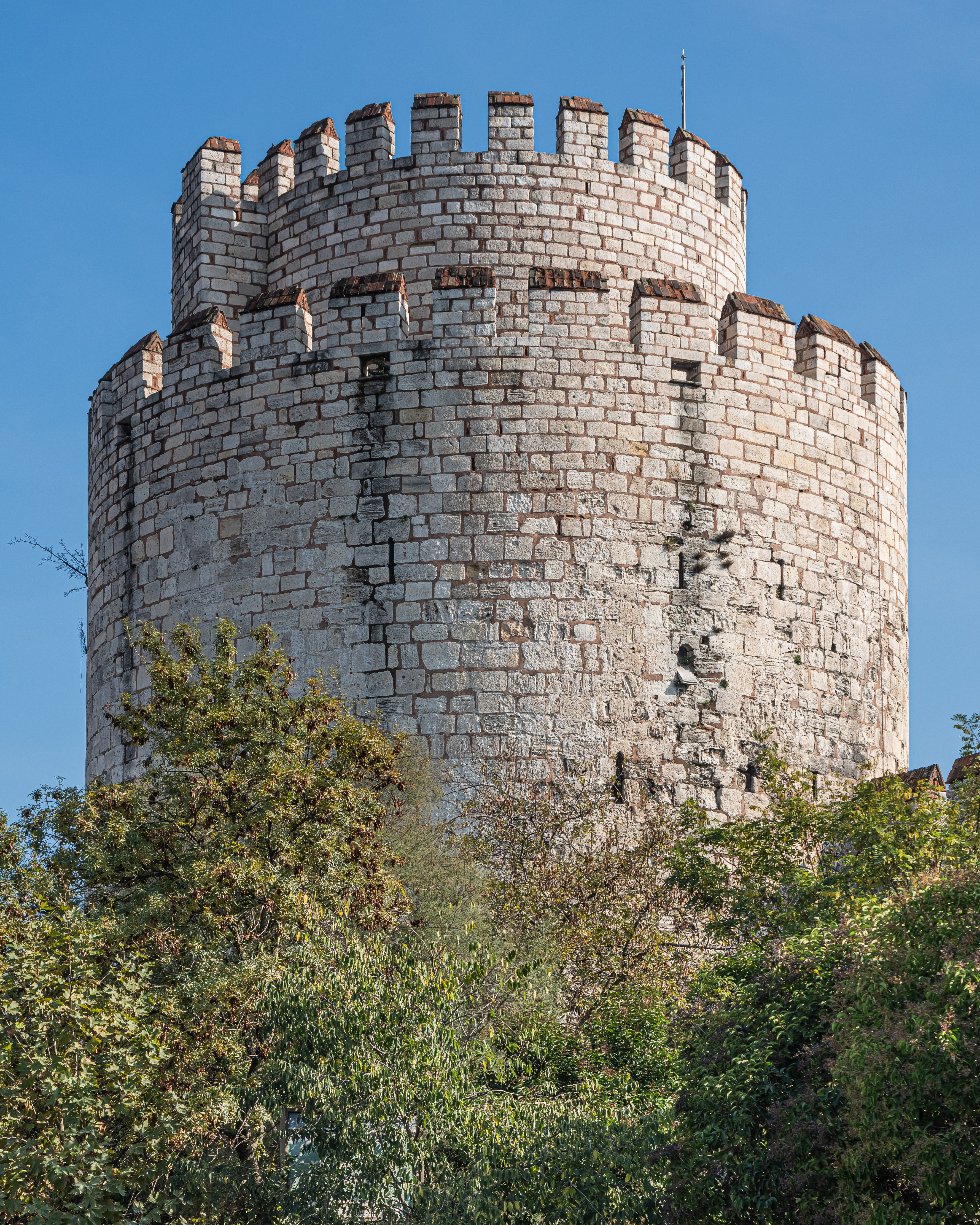
Одна из семи башен
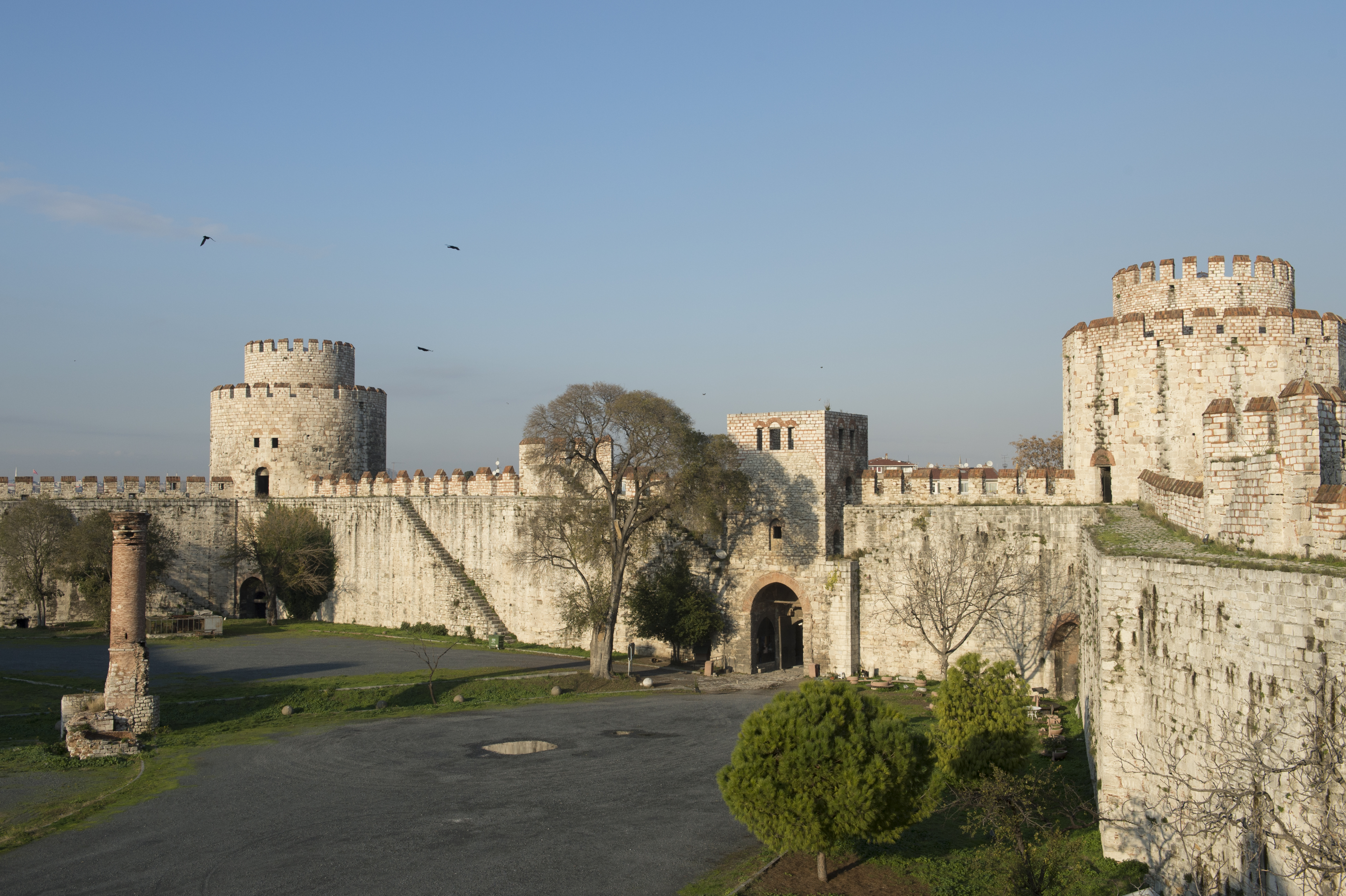
Вид на некоторые из башен крепости
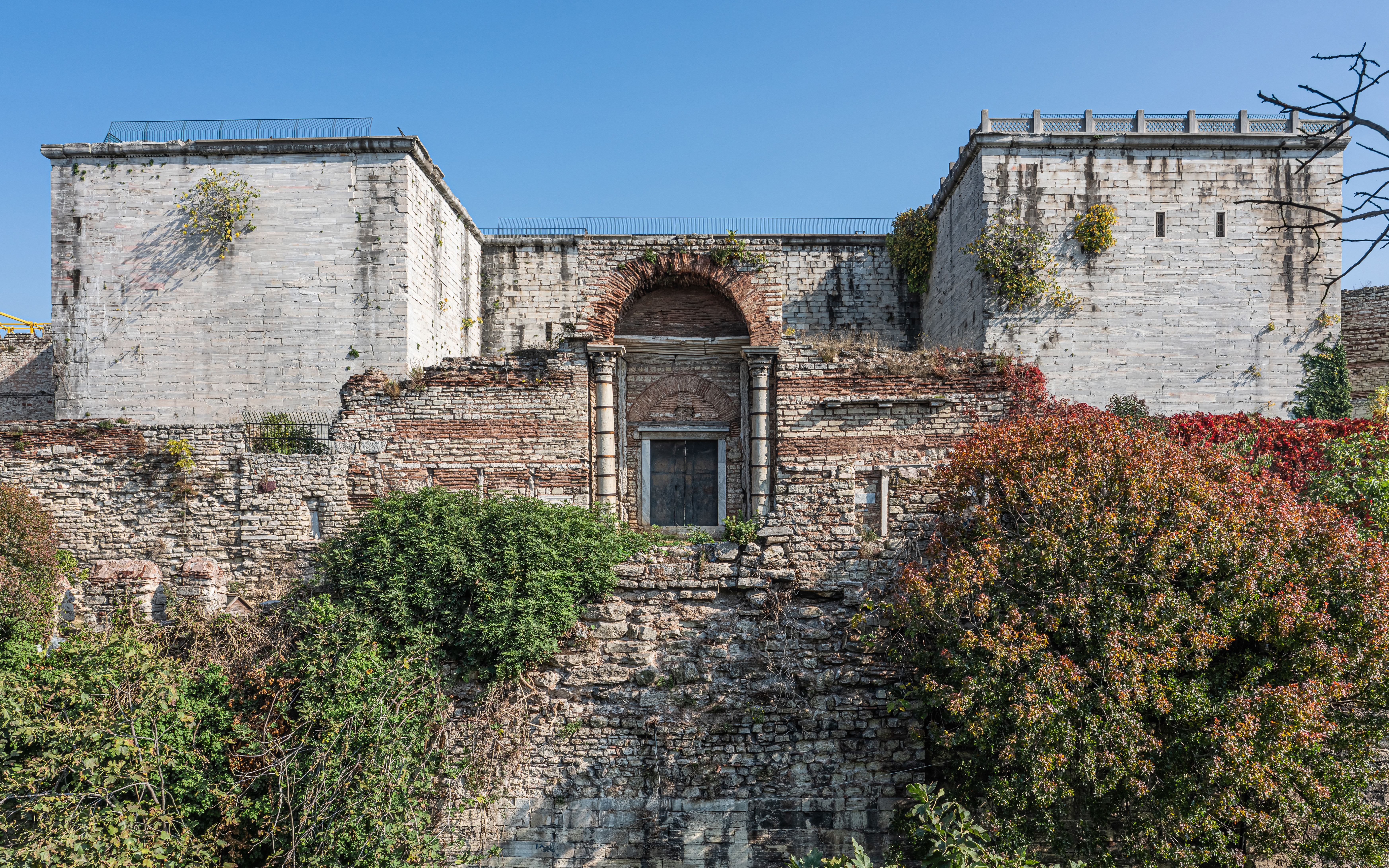
Золотые ворота Едикуле